# František Němec (politik)
František Němec (20. května 1898 Libišany – 19. března 1963 Montréal) byl československý politik, exilový ministr a poslanec Národního shromáždění republiky Československé za Československou sociálně demokratickou stranu dělnickou.

## Biografie
V parlamentních volbách v roce 1935 získal poslanecké křeslo v Národním shromáždění. Poslanecký post si oficiálně podržel do 21. března 1939, přičemž ještě krátce předtím v prosinci 1938 přešel do nově zřízené Národní strany práce. Podle údajů z roku 1935 byl profesí ústředním tajemníkem Unie železničních zaměstnanců a bydlel v Praze-Liboci.
V první exilové vládě Jana Šrámka byl v letech 1940–1942 ministrem sociální péče. V druhé exilové vládě Jana Šrámka zastával v letech 1942–1945 post ministra hospodářské obnovy, zároveň byl i v letech 1942–1944 pověřen řízením ministerstva průmyslu, obchodu a živností. Od srpna 1944 byl vládním delegátem na osvobozeném území Československa.
27. srpna 1944 se v Moskvě poprvé sešel se zástupci Slovenské národní rady a teprve zde zjistil, že SNR neřídí Vavro Šrobár, ale skupina komunistických a nekomunistických odbojářů. Jmenování vládním delegátem proběhlo koncem června 1944. 7. října 1944 dorazil Němec na území Slovenska. Představitelé Slovenské národní rady mu ale zpočátku odmítli předat pravomoci. Představa československého exilu byla totiž taková, že povstalecká SNR je dočasným představitelem československé moci na úrovni zemského výboru a její kompetence budou postupně předány představitelům celostátní vlády, jejímž reprezentantem byl právě František Němec. SNR to ovšem na zasedání 27. září 1944 odmítla coby překonanou koncepci. Němce v Banské Bystrici přivítala, ale nikoliv jako představitele československé moci, nýbrž coby emisara Edvarda Beneše. Tyto spory ale v následujících týdnech utichly s porážkou Slovenského národního povstání, přičemž podle dohody z 18. října 1944 měl Němec převzít formální československou moc nad územím osvobozeným očekávaným postupem Rudé armády a pak ji předat k faktickému výkonu Slovenské národní radě.
Ještě komplikovanější byla situace na Podkarpatské Rusi, kde se československé vládní delegaci vedené Němcem nepodařilo fakticky získat reálný vliv a kde došlo k jejímu vyhoštění a později k anexi území Sovětským svazem.